# Stade Luís-Augusto-de-Oliveira
Le stade de Luís Augusto de Oliveira, de son véritable nom Estádio Municipal Luís Augusto de Oliveira, est un stade de football situé à São Carlos au Brésil.

## Histoire
Inauguré avec 8 000 places, la capacité officielle du stade fut portée à 14 000 places de 1990 au début des années 1990. Pour des raisons de confort et de sécurité, cette capacité maximum fut ensuite réduite à 15 000 places.
Le stade appartient au São Carlos Futebol Clube, qui y joue ses matchs à domicile.